# The Struggle Everlasting
The Struggle Everlasting er en amerikansk stumfilm fra 1918 af James Kirkwood.

## Medvirkende
- Florence Reed - Body
- Milton Sills -  Bruce
- Irving Cummings - Dean
- Wellington Playter - Bob Dempsey
- E. J. Ratcliffe